# Pyjama-activist
Een pyjama-activist is een burger die via het internet politieke actie voert. De benaming suggereert dat de activist in pyjama van huis uit actie voert.
Een pyjama-activist steunt acties online door iets aan te klikken, digitaal te ondertekenen of een oproep te schrijven. Door het gemak wordt er snel een hoog aantal 'demonstranten' behaald die er niet voor de straat op kunnen of willen gaan.
Het kan ook als pejoratief worden gebruikt als het gemak in combinatie met het geringe resultaat wordt afgezet tegen demonstreren op straat.